# Muzeum Regionalne w Radomsku
Muzeum Regionalne im. Stanisława Sankowskiego w Radomsku – muzeum położone w Radomsku. Placówka ma swoją siedzibę w budynku pochodzącego z 1859 roku ratusza. Jego patronem od 2008 roku jest Stanisław Sankowski – historyk i badacz tych ziem.
Muzeum powstało w 1970 roku, choć idea powstania w Radomsku tego typu placówki sięga lat przedwojennych. W 2003 roku muzeum wzbogaciło się o galerię, w której prezentowane jest malarstwo twórców współczesnych. Aktualnie jego zbiory obejmują historię miasta i ziem do niego przyległych od pradziejów po współczesność oraz wystawę etnograficzną.

Do muzeum przynależą również zbiory zgromadzone w dawnym Areszcie Miejskim, gdzie znajduje się wystawa poświęcona historii Radomska podczas II wojny światowej, oraz w Zagrodzie Tatarskiej (ul. Częstochowska 9).

Przy placówce działa, powstałe w 1987 roku, Towarzystwo Przyjaciół Muzeum w Radomsku.
Muzeum jest obiektem całorocznym, czynnym przez cały tydzień z wyjątkiem sobót. Wstęp jest płatny.

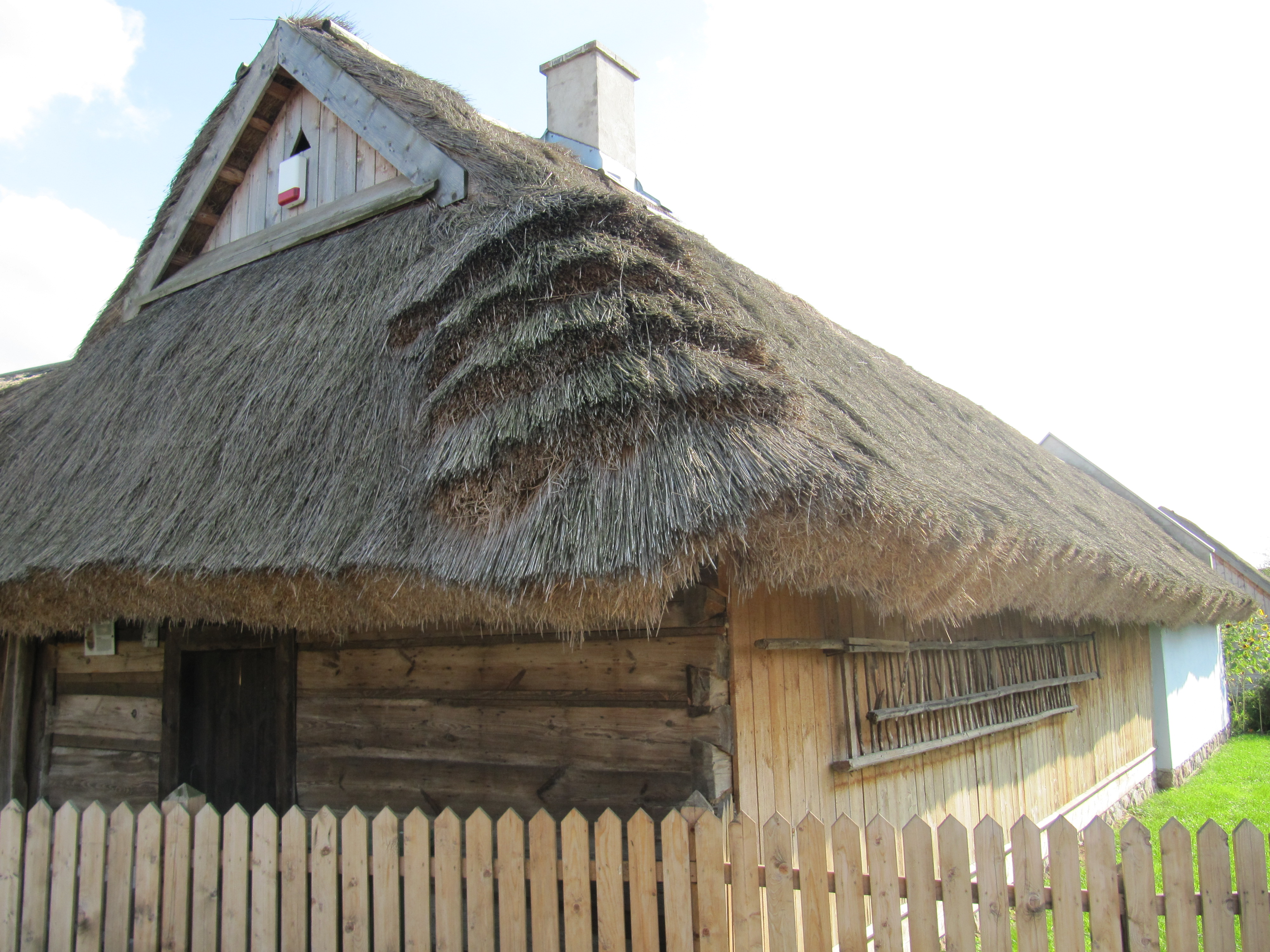
Zagroda Tatarska